# Asociación Nacional de Anorexia Nerviosa y Trastornos Asociados
La Asociación Nacional de Anorexia Nerviosa y Trastornos Asociados, o ANAD según sus siglas en inglés, es la organización más antigua con la finalidad de combatir a los trastornos alimentarios en los Estados Unidos. La ANAD asiste a personas luchando con trastornos como la  anorexia y la bulimia y también otorga recursos para familias, escueles y la comunidad de personas sufriendo dichos trastornos. Con sede en Naperville, Illinois, la ANAD es una organización sin fines de lucro trabajando en las áreas de apoyo, concientización, defensa, remisión, educación y prevención. Tienen una línea de ayuda y un correo electrónico con el mismo fin.
Las actividades han incluido exitosamente haciendo campaña contra sitios web pro-anorexia.
La ANAD  distribuye su boletín trimestral, Working Together, a sus miembros, voluntarios, clínicos, y proporciona una copia electrónica en su sitio web, sin costo alguno al público.
Los compañeros de la organización incluyen al Hospital de Salud Conductual de los Hermanos Celitas, el Hospital Linden Oaks, el Centro de Trastornos Alimenticios McCallum Place, y el Centro Residencial de Tratamiento Timberline Knolls. ANAD es una caridad de la Sororidad Delta Phi Epsilon.

## Historia
En los años 70 tempranos, Vivian Hanson Meehan, la presidenta y fundadora, fue una enfermera en un hospital en Highland Park, Illinois. Cuando un miembro familiar fue diagnosticado con anorexia nerviosa, Vivian no pudo encontrar ninguna información o recursos sobre trastornos alimenticios. No había apoyo disponible. Le contaron expertos que "la anorexia nerviosa es tan poco común que hay probablemente no más de 2000 casos de la condición en los Estados Unidos - estás perdiendo el tiempo."
Vivian decidió hacer algo simple para ver si los expertos estaban en lo correcto: puso un pequeño anuncio clasificado en un periódico local buscando a otros que estuviesen buscando por información acerca del trastorno. Dentro de días ese pequeño anuncio generó 8 respuestas de aquellos sufriendo de trastornos alimenticios y miembros de su familia en su comunidad. Una revista nacional retomó en la historia y Vivian fue inundada por centenares de llamadas y cartas. Abrió su casa y su corazón y lanzó la primera línea de ayuda y servicio de remisión en la nación para la anorexia nerviosa y trastornos alimenticios asociados. El pequeño grupo de apoyo que Vivian fundó en su casa pasaron a establecer grupos a través de la nación. Estos grupos continúan proporcionando apoyo de igual a igual y autoayuda para los individuos y familias afectadas por trastornos alimenticios disponibles a ningún coste.
Vivian nació en Sanish, Dakota del Norte, en 1925. Se hizo una enfermera registrada después de su graduación en la Escuela de Enfermería de la Universidad de Minnesota. Fue una supervisora de enfermeras y más tarde directora del Departamento de Trastornos Alimenticios en el Hospital de Highland Park en la ciudad homónima de Illinois.

## Programas

### Ayuda en vivo
Desde su creación, la organización ha proveído una línea de ayuda abierta, bajo el número de (630) 577-1330, de las 9 a. m. a 5 p. m. según la zona horaria central estadounidense (UTC/GMT-05:00). Quienes responden los teléfonos y correos electrónicos ofrecen apoyo, ánimo y recursos incluyendo remisión a grupos de apoyo, terapeutas y centros de tratamiento.